# ハニーズ・デッド
ハニーズ・デッド (Honey's Dead)はイギリスのロックバンド、ジーザス&メリーチェインの4thアルバム。1992年3月23日発売。

## 制作
レコーディングは1991年に南ロンドンに位置するバンド所有のスタジオ「ドラッグストア」にて行われた。ドラマーはカーヴのメンバーであるスティーヴ・モンティを招聘した。ウィリアムとジムの2人はこの年はライヴ活動も行わず、スタジオに篭りきりで作業を行った。ジムはVOX誌にて「貸スタジオにいるのは他人の家にいるようなものさ。知らない人が常に出入りするし…。僕らはかなりシャイな人間だから、誰にも邪魔されないで作業に打ち込みたいだけなんだ」と語っている。

## 概要
よりソリッドになったフィードバック・ノイズや、デジタルビートを利かせたポップな楽曲などでそれまでのバンドの集大成的作品として評価が高い一作である。全英14位を記録。
アルバムタイトルの「ハニーズ・デッド」はデビューアルバム『サイコキャンディ』の1曲目「ジャスト・ライク・ハニー」に合致しており、初期の作風から変化したことを暗示している。またアルバム1曲目「レヴァランス」の"I want to die just like Jesus Christ"（僕は死にたい イエス・キリストのように）、"I want to die just like JFK"（僕は死にたい JFKのように）という歌詞が問題視され、トップ・オブ・ザ・ポップス出演を禁じられるなど波紋を呼ぶ。
これらは前作リリース後に発生したマッドチェスター～アシッド・ハウスムーブメントによるストーン・ローゼズやプライマル・スクリーム、ニュー・オーダーらのブレイク、マイ・ブラッディ・ヴァレンタインやライドを始めとするシューゲイザーバンドの台頭など、音楽シーンの変化に対する自身のキャリア清算の意味も含まれている。

## 収録曲
全曲ウィリアム・リード、ジム・リードによる作詞作曲
1. レヴァランス / Reverence – 3:40
2. ティーンエイジ・ラスト / Teenage Lust – 3:06
3. ファー・ゴーン・アンド・アウト / Far Gone and Out – 2:51
4. オールモスト・ゴールド / Almost Gold – 3:19
5. シュガー・レイ / Sugar Ray – 4:41
6. タンブルダウン / Tumbledown – 4:10
7. キャッチファイア / Catchfire – 4:47
8. グッド・フォー・マイ・ソウル / Good for My Soul – 3:05
9. ローラーコースター / Rollercoaster – 3:46
10. アイ・キャント・ゲット・イナフ / I Can't Get Enough – 2:56
11. サンダウン / Sundown – 4:59
12. フリークエンシー / Frequency – 1:19

## 参加ミュージシャン
- ジム・リード - ボーカル (#1~3, #5, #6, #8)、ギター
- ウィリアム・リード - ボーカル (#4, #7, #9~12)、ギター
- スティーヴ・モンティ - ドラムス、パーカッション